# 加藤誉樹
加藤 誉樹（かとう たかき、1988年6月30日 - ）は、日本の元銀行員で現在は日本バスケットボール協会公認S級審判員。また、2017年から日本初となるプロフェッショナルレフェリーを務める。
愛知県安城市出身。父は元住友金属所属で元バスケットボール日本代表（1985年アジア大会）の加藤千豊、母は元シャンソン化粧品の（旧姓）野倉陽子で、妹の加藤優希もバスケットボール選手。

## 人物
福岡大学大濠高校ではバスケットボール部のマネジャーとして所属していた。2007年、福岡大学附属大濠高等学校卒業、慶應義塾大学環境情報学部入学。2008年、プレーヤーを引退し、大学バスケットボール連盟へ移り審判を始める。
2010年、JBA公認審判資格取得（現B級ライセンス）。2011年、慶應義塾大学環境情報学部卒業、同大学大学院健康マネジメント研究科へ進学。2013年、同研究科修了、みずほ銀行に就職。同年、JBA公認A級ライセンス取得。 
2014年、JBA公認AA級ライセンス（現S級ライセンス）および国際審判資格取得。また、国際公認審判員として2016年U-17世界選手権に派遣され、女子決勝戦で笛を吹いた。 
2017年、B.LEAGUEファイナル担当審判員、B.LEAGUE最優秀審判賞受賞。同年9月にJBA公認プロフェッショナルレフェリー（日本初）となる。
2018年、NBA SUMMERLEAGUEで笛を吹いた。同年、B.LEAGUEファイナル担当審判員を担当し、B.LEAGUE最優秀審判賞受賞。2019年もB.LEAGUEファイナル担当審判員を担当し、B.LEAGUE最優秀審判賞を受賞した。
2019年、FIBA BASKETBALL WORLD CUP China 2019にて笛を吹いた。日本人審判では今大会唯一の派遣であり、グループ予選リーグを始め、準々決勝「スペインvsポーランド」7位決定戦「アメリカvsポーランド」等数多くのゲームを担当した。

## 出演

### テレビ
- サラメシ（NHK、2023年8月24日）